# Hunchun
Hunchun är en stad på häradsnivå som är i belägen i Yanbian, en autonom prefektur för koreaner i Jilin-provinsen i nordöstra Kina. Den ligger omkring 450 kilometer öster om provinshuvudstaden Changchun. 
Orten öppnades för utrikeshandel 1910 enligt ett fördrag med Japan.

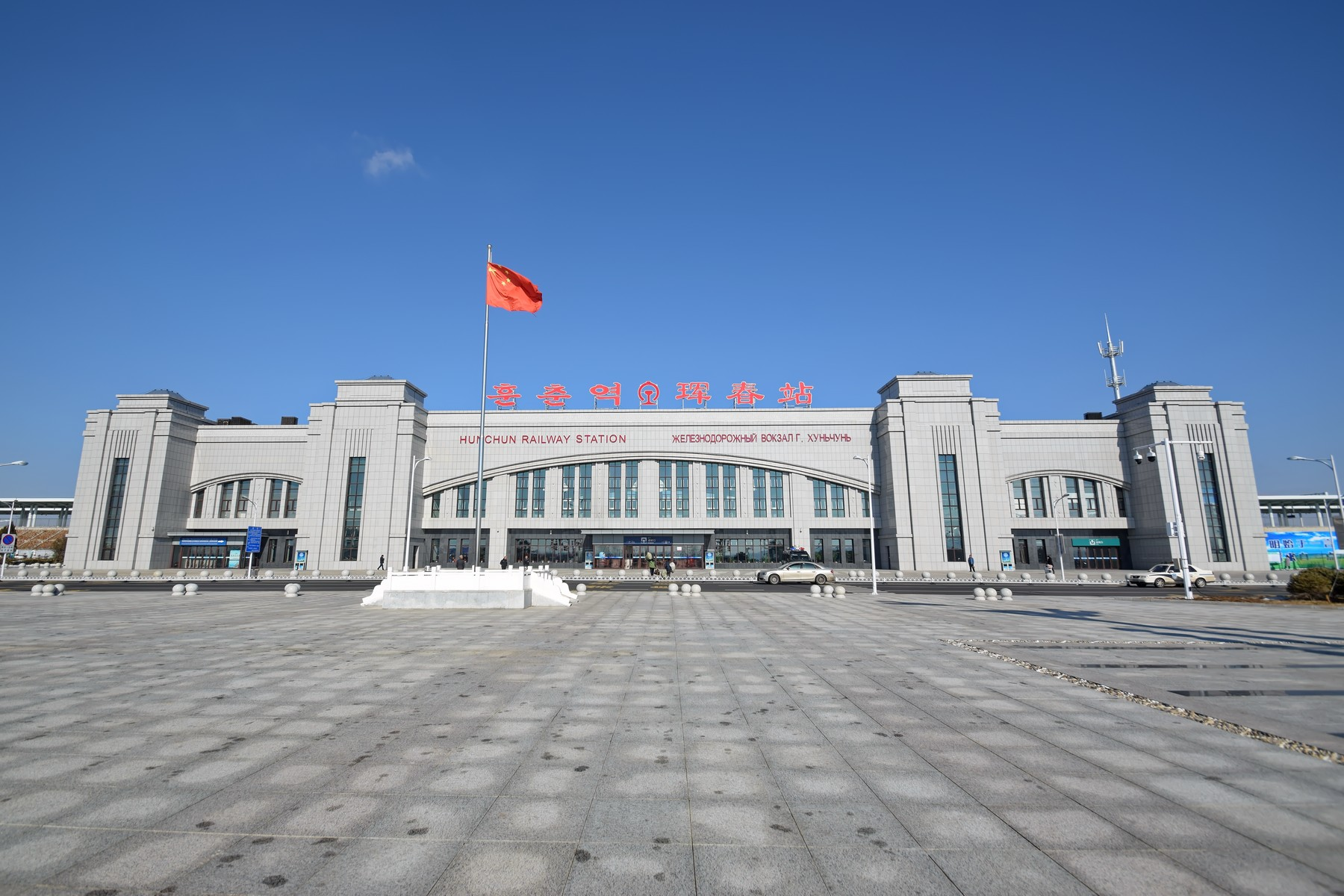
Stadens järnvägsstation